# Mao (kaartspel)
Mao is een kaartspel dat met gewone speelkaarten gespeeld kan worden. De regels van het spel zijn geheim en kunnen per spel anders zijn. De enige regel die niet geheim is, is dat er niet over de regels mag worden gecommuniceerd behalve deze. Het achterhalen van de regels is een belangrijk doel van het spel. Het spel wordt gespeeld met een spelleider, die zelf meespeelt, en overige spelers. De spelleiders deelt strafkaarten uit aan de spelers, als deze een fout maken. Bij Mao is er geen beperking aan het aantal deelnemers en nieuwe deelnemers kunnen te allen tijde meedoen.
Over waarom het spel Mao heet doen verschillende verhalen de ronde.
Een meer waarschijnlijke verklaring is dat Mao een verbastering van een Duitse variant op het kaartspel pesten (Mau Mau) is.